# 関ジャニ∞の元気が出るLIVE!!
- SUPER EIGHTのライブ一覧 > 関ジャニ∞の元気が出るLIVE!!
- 関ジャニ∞の元気が出るCD!! > 関ジャニ∞の元気が出るLIVE!!

『関ジャニ∞の元気が出るLIVE!!』（かんジャニエイトのげんきがでるライブ）は、2015年12月13日から2016年1月17日にかけて開催された関ジャニ∞のライブツアー。2016年6月15日にINFINITY RECORDSから14枚目のライブDVD/Blu-rayとして発売された。

## 概要
- 前作『関ジャニ∞リサイタル お前のハートをつかんだる!!』から約5ヶ月振りのリリース。
- 本作はDVD盤、Blu-ray盤の2形態でリリース[注 3]。
- 2015年12月13日から開催された5大ドームツアー『関ジャニ∞の元気が出るLIVE!!』の千秋楽である2016年1月17日の京セラドーム大阪公演を収録。
- 2016年1月14日から1月17日の4日間にわたり行われた大阪公演だったが、3日目（1月16日）の公演終了後、メンバーの大倉忠義はレギュラー番組である『オールナイトニッポンサタデースペシャル 大倉くんと高橋くん』（ニッポン放送系）に生出演中、激しい腹痛に見舞われ[6]、検査の結果、腸閉塞と診断され、1月17日の公演への出演を断念[7]。開演前には残る6人が大倉の現状を報告し、ライブを実行した[7]。DVDのジャケットに“6+45000!!”と書かれているのは、出演した6人のメンバーと約4万5千人の観客で作り上げたライブであることを意味している。なお、この時の公演について、チケットの払い戻し希望者に返金対応するという告知がされていたことが「週刊女性」の記事で明かされている[6]。尚、大倉は、同月20日に仕事復帰したことを同月23日に放送された前述のラジオ『大倉くんと高橋くん』にて生報告した[8]。
- 各形態共通の特典として、それぞれ特典Discに本ライブツアーのメイキング映像「スペシャルメイキング 〜EIGHT＋PLUS〜」を収録。
- DVD盤の特典DVDには、本ライブツアーのMCダイジェストと、ライブ中に流されたバラエティ映像「ロシアンWASABI」を収録。
- Blu-ray盤には、各会場で流されたオープニング映像「5大ドームオープニング映像」を収録。

## 公演日程
| 年     | 月   | 日   | 開演時間 | 会場                          |
| ------ | ---- | ---- | -------- | ----------------------------- |
| 2015年 | 12月 | 13日 | 15:00    | 札幌ドーム（北海道）          |
| 2015年 | 12月 | 17日 | 18:30    | 東京ドーム（東京都）          |
| 2015年 | 12月 | 18日 | 18:00    | 東京ドーム（東京都）          |
| 2015年 | 12月 | 19日 | 18:00    | 東京ドーム（東京都）          |
| 2015年 | 12月 | 20日 | 17:00    | 東京ドーム（東京都）          |
| 2015年 | 12月 | 24日 | 19:00    | ナゴヤドーム（愛知県）        |
| 2015年 | 12月 | 26日 | 18:00    | ナゴヤドーム（愛知県）        |
| 2015年 | 12月 | 27日 | 16:00    | ナゴヤドーム（愛知県）        |
| 2016年 | 1月  | 2日  | 18:00    | 福岡ヤフオク!ドーム（福岡県） |
| 2016年 | 1月  | 3日  | 16:00    | 福岡ヤフオク!ドーム（福岡県） |
| 2016年 | 1月  | 14日 | 19:00    | 京セラドーム大阪（大阪府）    |
| 2016年 | 1月  | 15日 | 18:00    | 京セラドーム大阪（大阪府）    |
| 2016年 | 1月  | 16日 | 17:00    | 京セラドーム大阪（大阪府）    |
| 2016年 | 1月  | 17日 | 16:00    | 京セラドーム大阪（大阪府）    |

## 販売形態
- 発売日：2016年6月15日
  - DVD盤（JABA-5233~5236：4DVD）
    - 完全生産限定盤
    - 特殊パッケージ仕様
    - PhotoBook封入

  - Blu-ray盤（JAXA-5028~5029：2Blu-ray）
    - 完全生産限定盤
    - 特殊パッケージ仕様
    - 5.1chサラウンド収録（Disc1のみ）

## 収録内容

### 本編映像（セットリスト）
※DVD盤は、Disc 1にM-1~17、Disc 2にM-18以降を収録。
1. キング オブ 男!
2. へそ曲がり
3. がむしゃら行進曲
4. 前向きスクリーム!
5. モンじゃい・ビート
6. ふりむくわけにはいかないぜ
7. LIFE〜目の前の向こうへ〜
8. 言ったじゃないか
9. Heavenly Psycho
10. ズッコケ男道
11. CANDY MY LOVE / キャンジャニ∞
12. バリンタン / キャンジャニ∞
13. 夏の恋人

＜MC＞
1. 渇いた花 / 渋谷すばる・村上信五
2. バナナジュース / 横山裕・錦戸亮
3. my store〜可能性を秘めた男たち〜 / 丸山隆平・安田章大・大倉忠義
  - 収録公演である千秋楽公演のみ、大倉が休演した為、渋谷が代役を務めた。
4. LOVE & KING / KING feat.関ジャニ∞

＜企画映像「ロシアンWASABI」＞
1. WASABI
2. 韻踏ィニティ
3. ナントカナルサ
4. High Spirits
5. 勝手に仕上がれ
6. 侍唄 (さむらいソング)

〈アンコール〉
1. CloveR
2. 急☆上☆Show!!
3. T.W.L
4. 無責任ヒーロー
5. あおっぱな
6. 元気が出るSONG

### 特典映像

#### DVD盤
| #         | タイトル                               | 作詞  | 作曲・編曲 | 時間  |
| --------- | -------------------------------------- | ----- | ---------- | ----- |
| 1.        | 「スペシャルメイキング〜EIGHT+PLUS〜」 |       |            | 59:04 |
| 合計時間: | 合計時間:                              | 59:04 |            |       |

| #         | タイトル               | 作詞   | 作曲・編曲 | 時間  |
| --------- | ---------------------- | ------ | ---------- | ----- |
| 1.        | 「MCダイジェスト」     |        |            | 99:58 |
| 2.        | 「ロシアンWASABI映像」 |        |            | 25:39 |
| 合計時間: | 合計時間:              | 125:37 |            |       |

#### Blu-ray盤
| #         | タイトル                               | 作詞  | 作曲・編曲 | 時間  |
| --------- | -------------------------------------- | ----- | ---------- | ----- |
| 1.        | 「スペシャルメイキング〜EIGHT+PLUS〜」 |       |            | 59:08 |
| 2.        | 「5大ドームオープニング映像」          |       |            | 6:35  |
| 合計時間: | 合計時間:                              | 65:43 |            |       |